# Anita Gaće
Anita Gaće (Split,  14. travnja 1983.), hrvatska rukometašica, članica Podravke iz Koprivnice. Prije Podravke igrale je u Osijeku. Članica je i Hrvatske rukometne reprezentacije igra na poziciji desnog krila.